# Wasserwerk Harthausen

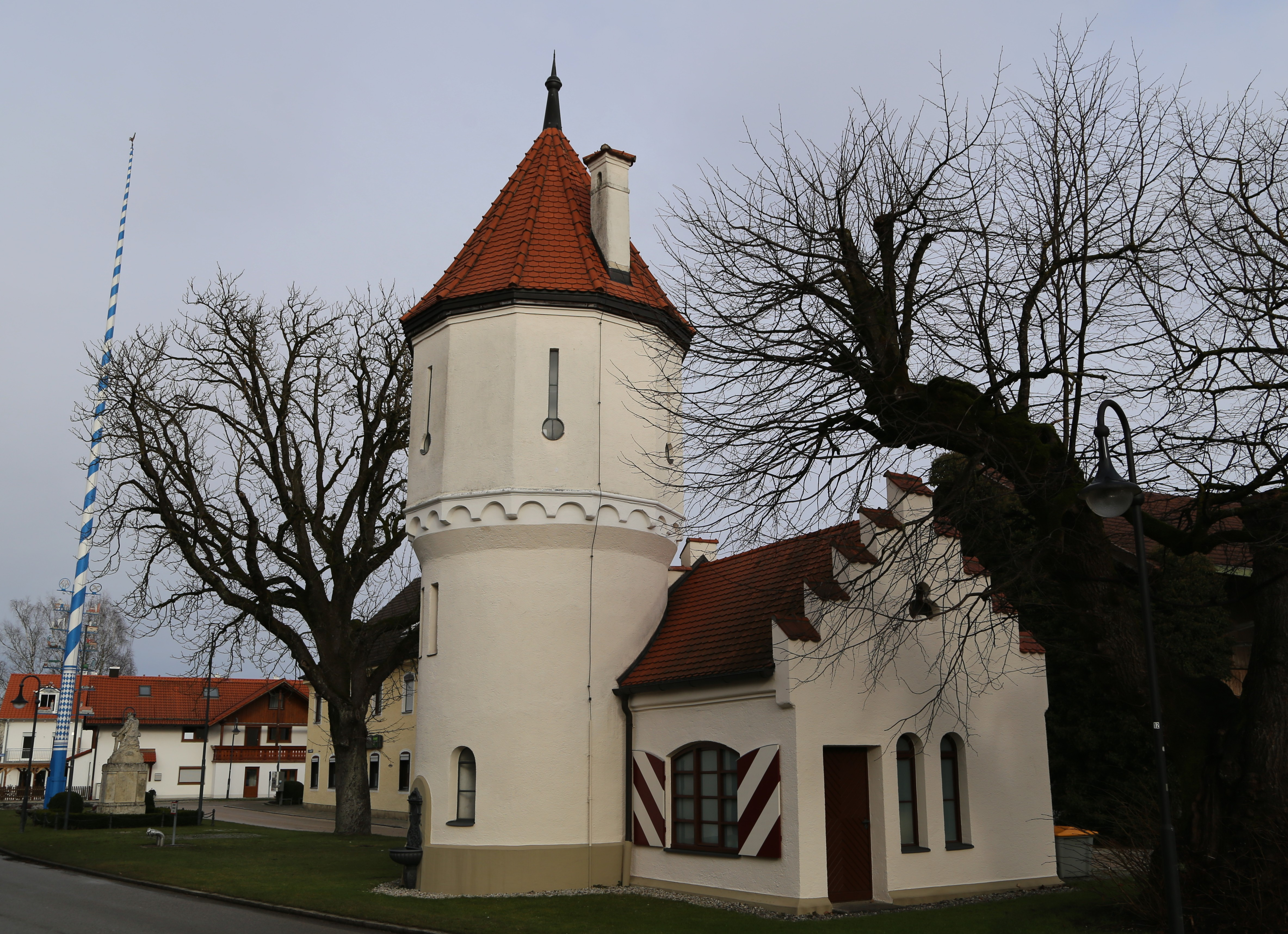
Wasserwerk Harthausen, Ansicht von Südwesten

Das Wasserwerk Harthausen ist ein ehemaliges Wasserwerk in Harthausen, einem Ortsteil der oberbayerischen Gemeinde Grasbrunn im Landkreis München. Das Bauwerk ist als Baudenkmal in die Bayerische Denkmalliste eingetragen.

## Beschreibung

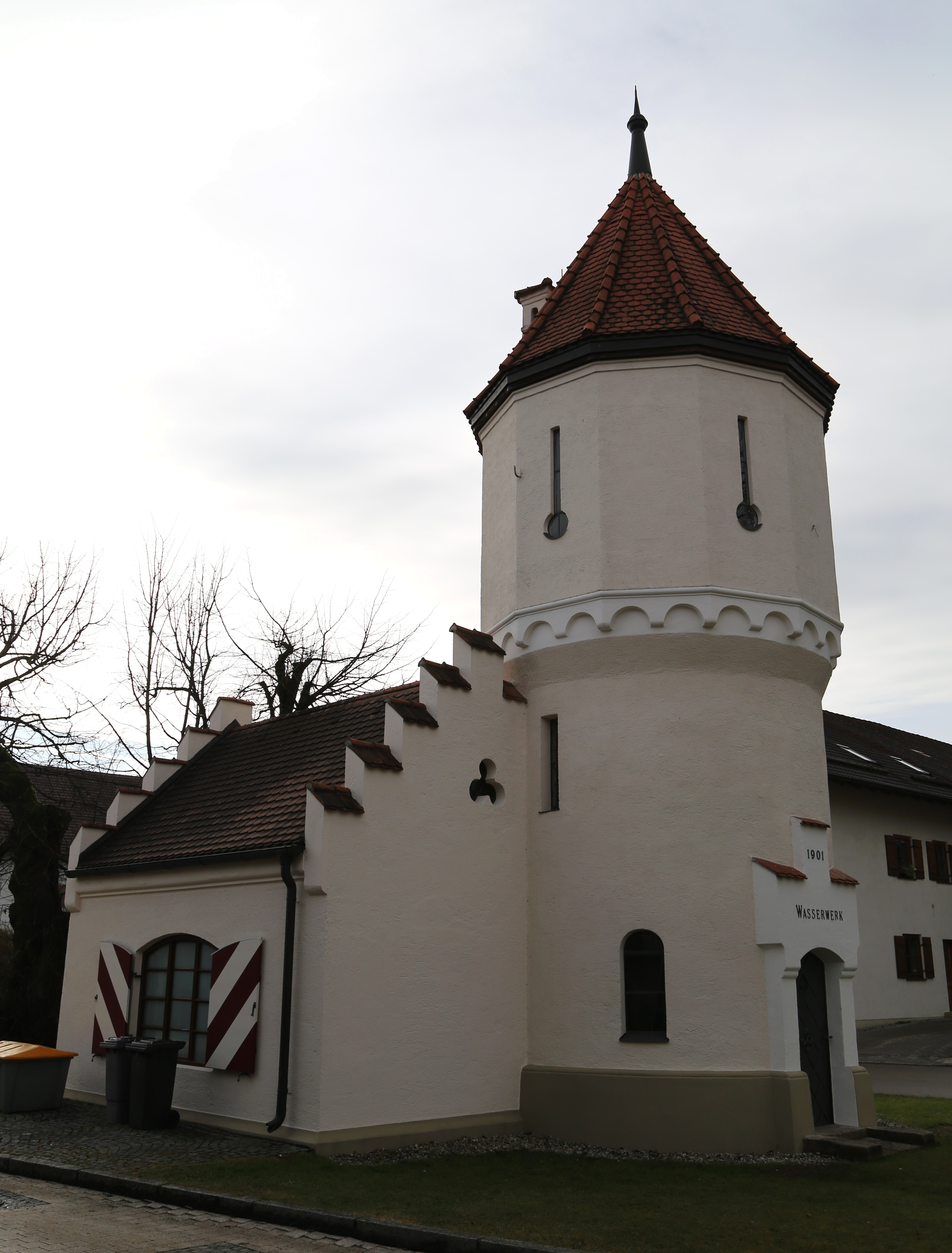
Wasserwerk Harthausen, Ansicht von Nordosten

Das Wasserwerk liegt in der Ortsmitte von Harthausen an der Hauptstraße vor dem Haus Nr. 7 auf einem länglichen Grünstreifen etwa 80 Meter südlich der Kirche St. Andreas. Es wurde 1901 an einer Stelle errichtet, an der sich vorher eine Pferdeschwemme befand.
Das Wasserwerk ist ein Rechteckbau mit einer Grundfläche von etwa 4,50 × 6 Metern, der ungefähr in Nord-Süd-Richtung ausgerichtet ist. Er trägt ein Satteldach und hat Treppengiebel. An seiner Nordwestecke ist ihm ein runder Wasserturm mit einem Durchmesser von etwa 4 Metern vorgesetzt. Er ist wie ein mittelalterlicher Wachturm gestaltet und hat schmale Fensteröffnungen, die an Schießscharten erinnern. Das auskragende Obergeschoss mit dem Wasserbehälter hat einen zwölfeckigen Grundriss und trägt ein Zeltdach. Den Übergang zu dem runden Unterbau ziert ein Bogenfries. Das Portal an der Nordseite des Turms hat eine geohrte Steinrahmung.